# 三重県の市町村歌一覧
三重県の市町村歌一覧（みえけんのしちょうそんかいちらん）は、日本の三重県に属する市町村で制定されている、もしくは過去に制定されていた市町村歌などの自治体歌やそれに準じた楽曲の一覧である。なお、一覧の順序は全国地方公共団体コード順による。

## 概説
松阪市では県庁所在地の津市よりも早く、昭和初期の市制施行と同時に市歌が制定されていた。北勢地域では1950年代に制定された市歌の多くが存続しているが、県南部の伊勢志摩および東紀州地域では新設合併後に旧市の市歌が失効したままの自治体や新設合併に際しての申し合わせに関わらず新市歌制定が実現していない市が多く、市歌を制定している市は約半数に留まっている。三重県に独特の傾向としては、伊勢市や亀山市で新設合併前の市歌を市民の手で自主的に継承する動きが挙げられる。
町村部でも市部と同様に北勢で制定率が高く、伊勢志摩・東紀州地域では町民音頭のみを作成している自治体が多い傾向がみられる。

## 市部
津市
- このまちが好きさ[1] - 2009年（平成21年）2月1日制定

作詞：村田幸一 補作：津市民歌を考える懇話会、作曲：村田幸一
2代目（新設合併後の津市としては初代）の市歌である。
四日市市
- 四日市市歌[2] - 1957年（昭和32年）制定

作詞：佐佐木信綱 作曲：伊藤亘行
市制60周年記念。2代目の市歌である。
市議会では2番の歌詞の「工場の煙 絶え間なき」が公害を連想させるとして見直しを求める意見も出ているが、市の見解では「四日市コンビナートの操業開始以前に制定されたものであり萬古焼のかまどから出る煙のことを指した歌詞であるとすれば公害とは無関係ではないか」としている。
伊勢市
- みんなの伊勢 - 1975年（昭和50年）制定

作詞：滝川勇吉 作曲：橋本博行
新設合併前の（旧）伊勢市で制定されていた市歌である。伊勢地区合併協議会では新設合併後の市歌の扱いについて特に取り決めが行われなかったため現在の地位は不明確であるが、新設合併後の2014年（平成26年）に伊勢少年少女合唱団が新たに4番を追加して復活演奏を実施した。
松阪市
- 未来へ…松阪市[5] - 2007年（平成19年）制定

作詞：岡西通雄 作曲：馬場一嘉
3代目（新設合併後の松阪市としては初代）の市歌である。
桑名市
- 桑名市歌 - 1958年（昭和33年）9月制定[6]

作詞：米山正夫 補作：米山正夫
新設合併前の（旧）桑名市の市歌である。桑名市・多度町・長島町合併協議会で行われた「新市に移行後、検討する」との申し合わせに基づき失効したものとして扱われているが、新市歌の制定は実現していない。
鈴鹿市
- 鈴鹿の空は微笑む[9] - 1952年（昭和37年）制定

作詞：鈴鹿市郷土史より 補作：門井八郎 作曲：長津義司
市制20周年記念。
名張市
- あなたとわたし - 1979年（昭和54年）制定

作詞：中内節 作曲：山岸徹
市制25周年記念。
尾鷲市
（不明）
亀山市
- 雪月花かめやま - 2004年（平成16年）制定

作詞：須地徳平 作曲：原正美
新設合併前の（旧）亀山市の市制50周年記念歌である。亀山市・関町合併協議会では合併後の市歌制定について特に取り決めは行われなかったが合併記念式典で演奏されたのを始め、偶数年に開催される亀山音楽祭の演目とされているため事実上は旧市から引き継がれている。
鳥羽市
（不明）
熊野市
- （未制定）

新設合併前の（旧）熊野市は市民音頭「熊野音頭」（作詞：平山忠夫 作曲：市川昭介）のみを制定していた。熊野市・紀和町合併協議会では「新市において制定する」との申し合わせが行われているが、実現していない。
いなべ市
- （未制定）

員弁地区町合併協議会では、市歌の制定について特に取り決めは実施されなかった。2008年（平成20年）には市を題材にしたオリジナルの楽曲をYouTubeに投稿する「いなべ音楽動画コンテスト」が開催されている。
志摩市
- （未制定）

志摩地域合併協議会では、市歌の制定について特に取り決めは実施されなかった。
伊賀市
- 伊賀市市歌[15] - 2006年（平成18年）11月3日制定

作詞：梅澤稔紀 補作：伊賀市市歌選考委員会 作曲：友永博志

## 町部
桑名郡木曽岬町
- 木曽岬小唄 - 1961年（昭和36年）発表[16]

作詞・作曲：山本忠二
伊勢湾台風からの復興を祈願して作られたと言われている。
員弁郡東員町
- 愛する心限りなく

作曲：市川昭介
三重郡菰野町
- 菰野賛歌 - 1977年（昭和52年）制定[17]

作詞：北村守 作曲：欠塚勉 編曲：地下滉
町制20周年記念。
三重郡朝日町
- 愛のひだまり[18] - 1993年（平成5年）10月26日発表

補作・作曲：伴良一
町制40周年記念イメージソング。
三重郡川越町
- 川越音頭

作詞：榎戸孝雄 補作：宮田完一 作曲：桜井稔
埼玉県川越市の市民音頭である「川越音頭」とは同名異曲である。東芝EMIから発売されたレコードは隣町の朝日町が選定した「伊勢朝日音頭」との両A面曲であった。
多気郡明和町
- 明和町歌[19]

作詞：中村弘 作曲：大島徳三 編曲：押尾司一
多気郡多気町
- 多気にきた - 2012年（平成24年）発表

作詞・作曲：松浦信男
町PRソング。
多気郡大台町
- （未制定）

新設合併前の（旧）大台町の時代から町歌は制定されていない。大台町・宮川村合併協議会では「新町において検討し、必要なものは新たに制定する」との申し合わせが行われているが、実現していない。
度会郡玉城町
- スマイル玉城[21] - 2011年（平成23年）2月発表[22]

作詞・作曲：山本美智代
町PRソング。
度会郡度会町
- わたらい音頭[19]

作詞：中村弘 作曲：島津伸男
度会郡大紀町
- 大紀町四季の歌[23] - 2006年（平成18年）発表

作詞：八津太郎 作曲：橋本博行
町イメージソング。
度会郡南伊勢町
- わくドキパラダイス - 2008年（平成20年）発表

旧南島町と南勢町の合併後に開催されている商工会主催のイベント「わく☆ドキ南伊勢」のテーマソング。南伊勢町地域貢献促進事業の採択を受けて作成された。
北牟婁郡紀北町
- （未制定）

紀伊長島町・海山町合併協議会では、合併後の町歌制定について特に取り決めは実施されなかった。
南牟婁郡御浜町
- 御浜音頭[19]

作詞：鈴木良典、向井津久男 作曲：平生敦一
南牟婁郡紀宝町
- 紀宝ふるさと音頭

作詞：木村年宏 補作：志賀大介 作曲：逢野弘充
新設合併前の（旧）紀宝町の時代に作成された町民音頭であるが、鵜殿村との新設合併後も引き続き演奏されている。

## 廃止された市町村歌
津市
- 津市民歌[24] - 1964年（昭和39年）制定

作詞・作曲：米山正夫
市制75周年を記念して制定された初代（新設合併前の旧市）の市歌である。友好都市である中華人民共和国江蘇省鎮江市との交流に際して使用するため中国語版の公式訳（訳詞：孫正和）が作られた全国的にも珍しいバイリンガルの市歌として知られていた。津城跡（お城西公園）に1989年（平成元年）設置の歌碑がある。
四日市市
- 四日市市歌（旧） - 1935年（昭和10年）制定

作詞：米富貢 作曲：岡野貞一（東京音楽学校）
三重日日新聞・勢州毎日新聞の2紙が合同で選定し、市に寄贈した。初代の市歌である。
松阪市
- 吾等の松阪 - 1933年（昭和8年）9月制定

作詞：阪倉松二郎 作曲：早川彌左衛門
市制施行を記念して制定された初代の市歌とみられる。松阪市立歴史民俗資料館がSPレコードを発見し、保存のためCD化した。
- 松阪市民歌 - 1963年（昭和38年）制定[27]

作詞：荒木子風 作曲：上原げんと
市制30周年記念。2代目の市歌である。
上野市
- わがまち上野 - 2001年（平成13年）制定

作詞：二紀京二、作曲：石坂慶彦
市制60周年記念。3年後に新設合併で伊賀市となったためごく短期間しか歌われなかった。
阿山郡大山田村
- 大山田村民歌

作詞：奥村和弘 補作詞：中内節 作曲：岡村信也